# Lophiomys imhausi
La rata de crin, crestada o hámster de Imhaus (Lophiomys imhausi) es una especie de roedor miomorfo de la familia Muridae. Es la única especie viva de su subfamilia y de su género.

## Descripción
Mide entre 25 y 36 cm y pesa de 600 a 900 g. Es un cricétido de gran tamaño con patas cortas, cabeza roma, orejas pequeñas y larga cola. Su coloración suele ser negro y blanco o marrón y blanco, con rayas y manchas, con la parte inferior gris o negro y las manos y pies negro azabache. Se caracteriza por la crin eréctil que presenta en el dorso. El cráneo presenta caracteres que son únicos en los roedores.

## Distribución y hábitat
Se encuentra en África oriental desde el sudeste de Sudán y de Eritrea hasta Tanzania, pero su distribución es fragmentaria. Habita en bosques, semidesiertos, y sabanas, frecuentemente en zonas rocosas.

## Biología
Es una especie nocturna y arborícola, pese a que vive en grietas naturales o madrigueras. Trepa bien aunque lentamente, pudiendo correr por los troncos con la cabeza hacia abajo.
Su alimentación se compone de toda clase de materia vegetal.